# Coupe d'Arménie de football 2007
Navigation
Coupe d'Arménie 2006 Coupe d'Arménie 2008
La Coupe d'Arménie 2007 est la 16e édition de la Coupe d'Arménie depuis l'indépendance du pays. Elle prend place entre le 21 mars et le 9 mai 2007.
Un total de quatorze équipes participe à la compétition, correspondant à l'ensemble des huit clubs de la première division 2007 auxquels s'ajoutent six équipes du deuxième échelon.
La compétition est remportée par le Banants Erevan qui s'impose contre l'Ararat Erevan à l'issue de la finale pour gagner sa deuxième coupe nationale. Cette victoire permet au Banants de se qualifier pour la Coupe UEFA 2007-2008 ainsi que pour l'édition 2008 de la Supercoupe d'Arménie.

## Premier tour
Le premier tour est disputé par douze des quatorze participants, le Mika et le Pyunik Erevan étant directement qualifiés pour le tour suivant, respectivement en tant que tenant du titre et champion d'Arménie en titre. Les matchs aller sont disputés les 21 et 22 mars 2007, et les matchs retour le 31 mars et le 1er avril suivants.
| Équipe 1             | Score | Équipe 2              | Aller | Retour |
| -------------------- | ----- | --------------------- | ----- | ------ |
| Banants Erevan (D1)  | 8 - 1 | (D2) Dinamo Erevan    | 5 - 0 | 3 - 1  |
| Shirak FC (D1)       | 3 - 0 | (D2) Mika-2 Erevan    | 2 - 0 | 1 - 0  |
| Pyunik-2 Erevan (D2) | 0 - 3 | (D1) Ararat Erevan    | 0 - 2 | 0 - 1  |
| Kilikia Erevan (D1)  | 7 - 4 | (D2) Banants-2 Erevan | 3 - 2 | 4 - 2  |
| Ararat-2 Erevan (D2) | 0 - 4 | (D1) Ulisses FC       | 0 - 2 | 0 - 2  |
| Gandzasar Kapan (D1) | 1 - 2 | (D2) Bentonit Idjevan | 1 - 0 | 0 - 2  |

## Quarts de finale
Les matchs aller sont disputés les 5 et 6 avril 2007, et les matchs retour le 10 avril suivant.
| Équipe 1            | Score  | Équipe 2              | Aller | Retour |
| ------------------- | ------ | --------------------- | ----- | ------ |
| Banants Erevan (D1) | 11 - 2 | (D1) Kilikia Erevan   | 5 - 1 | 6 - 1  |
| Mika Erevan (D1)    | 5 - 2  | (D1) Shirak FC        | 4 - 1 | 1 - 1  |
| Pyunik Erevan (D1)  | 8 - 2  | (D2) Bentonit Idjevan | 4 - 0 | 4 - 1  |
| Ararat Erevan (D1)  | 4 - 1  | (D1) Ulisses FC       | 2 - 0 | 2 - 1  |

## Demi-finales
Les matchs aller sont disputés le 18 avril 2007, et les matchs retour le 1er mai suivant.
| Équipe 1            | Score | Équipe 2           | Aller | Retour |
| ------------------- | ----- | ------------------ | ----- | ------ |
| Ararat Erevan (D1)  | 2 - 1 | (D1) Pyunik Erevan | 1 - 0 | 1 - 1  |
| Banants Erevan (D1) | 2 - 1 | (D1) Mika Erevan   | 1 - 0 | 1 - 1  |

## Finale
La finale de cette édition oppose les deux clubs erevanais de l'Ararat et du Banants. L'Ararat dispute à cette occasion sa sixième finale depuis 1993, pour quatre succès dont le plus récent date de 1997. Le Banants joue quant à lui sa quatrième finale, ayant remporté le trophée une fois en 1992.
La rencontre est disputée le 9 mai 2007 au stade Républicain Vazgen-Sargsian d'Erevan. Le premier but du match est inscrit peu après l'heure de jeu par Marcos Pizzelli en faveur de l'Ararat, qui tient ainsi l'avantage à la mi-temps. Le Banants finit cependant par égaliser à un dix minutes de la fin du temps réglementaire par l'intermédiaire de Semyon Muradyan (ru) qui force les deux équipes à la prolongation, tandis que l'Ararat est réduit à dix à la 83e minute après l'exclusion d'Hovhannes Harutyunian. La prolongation voit cette fois le Banants prendre l'avantage sur un but d'Aram Bareghamyan (it) à la 108e minute. Ce but est suivi dans la foulée par les exclusions d'Ashot Grigoryan côté Banants et de Nshan Erzrumian côté Ararat. Le Banants assure définitivement sa victoire à la 117e minute lorsque Muradyan s'offre un doublé pour porter le score final à 3-1 et offrir au club sa deuxième coupe nationale.
| Entraîneur :      |
| Jan Poštulka (en) |

| Entraîneur :            |
| Varuzhan Sukiasyan (en) |

| Entraîneur :      |
| Jan Poštulka (en) |

| Entraîneur :            |
| Varuzhan Sukiasyan (en) |